# 妊娠糖尿病
妊娠期糖尿病（gestational diabetes mellitus，简写成GDM）是指原先沒有糖尿病症狀的女性，在懷孕時出現高血糖的症狀，妊娠糖尿病不一定會有明顯症狀，不過會增加妊娠毒血症、憂鬱症的風險，也會提高需剖宫产的可能性。若孕婦有妊娠糖尿病，沒有妥善治療，可能會提高嬰兒生長過度、出生後低血糖或黄疸的風險，嚴重的話也可能造成死產，而孩童長大後兒童期肥胖及罹患2型糖尿病的風險也比較高。
妊娠糖尿病是因為胰岛素抵抗，使得胰岛素無法正常作用所引起，危險因子有體重過重、曾經患有妊娠糖尿病、家族有2型糖尿病病史、以及患有多囊卵巢綜合症。診斷可以透過血液檢驗進行若有中等風險的孕婦，建議在懷孕24至28週時接受篩檢(即50gGCT筛查)，若是高危險群，建議在第一次產檢就進行篩檢。
所谓的50gGCT筛查,即随机口服50g葡萄糖(溶于200ml水中,5分钟内服完),1小时后抽取静脉血检查血糖(不需空腹)。若血糖≥7.8 mmol/L(140mg/dl)为异常,应进一步行75g葡萄糖耐量试验(OGTT试验)。
妊娠糖尿病的預防方式包括在懷孕前維持良好的體重，並且有運動的習慣。妊娠糖尿病可以用糖尿病飲食、運動來治療，也可能透過注射胰岛素來改善，大部份的孕婦可以透過飲食以及運動來控血糖。妊娠糖尿病的患者需進行血糖量測，建議每天四次，分娩後，建議立刻進行母乳餵養。
依照研究國家的不同，妊娠糖尿病會影響3%至9%的孕婦，最常見的是在妊娠最後三個月出現。20歲以下的孕婦，罹患妊娠糖尿病的比例為1%，而44歲以上的孕婦，罹患的比例為13%。像亚洲人、美國原住民、澳大利亚原住民及太平洋島民罹患妊娠糖尿病的風險較高。有90%的妊娠糖尿病在分婏後就會痊癒，不過女性之後罹患第2型糖尿病的風險較高。

## 临床表现
患有妊娠糖尿病的孕妇一般没有明显的患病症状，通常是在孕期筛查中被检出高血糖。如果出现症状，最明显的是“三多一少”，即：多食、多饮、多尿，体重却减轻，有时还伴有呕吐。呕吐反应与妊娠反应不同，妊娠期糖尿病带来的呕吐多为剧吐，严重时甚至引起电解质紊乱。此外，妊娠期糖尿病的另一个常见表现是疲乏，这是由于体内葡萄糖不能被很好利用同时分解过快，体能无法得到充分补充。同时，由于葡萄糖分解代谢加速，导致血、尿中葡萄糖的含量明显增加，因此妊娠期糖尿病也容易发生真菌感染，如外阴阴道假丝酵母感染反复发作。

## 影响与危害
妊娠期糖尿病给母亲和孩子带来健康风险，这种风险与不可控的高血糖水平及其后果相关，并随着血糖水平的升高风险增加。

### 对母亲的影响
妊娠期高血糖可使胚胎發育异常甚至死亡，流产发生率达15%-30%；发生妊娠期高血压疾病的可能性较非糖尿病孕妇高2-4倍；羊水过多发生率较非糖尿病孕妇多10倍；巨大儿发生率明显增高，难产、产道损伤、手术产几率增高，产程延长易发生产后出血。此外，易发生糖尿病酮症酸中毒及与妊娠期糖尿病有关的感染，如外阴阴道假丝酵母菌病、肾盂肾炎、无症状菌尿症、产褥感染及乳腺炎等。如果妊娠期糖尿病妇女未得到及时有效的治疗管理，则其将来患2型糖尿病的风险增加，同时妊娠期糖尿病妇女还存在更高的先兆子痫和剖宫产的风险。

### 对后代的影响
患有妊娠期糖尿病而未治疗的母亲，不仅胎儿存在较高的大于胎龄儿（巨大儿）和胎儿生长受限风险，易发生流产和早产。而且其新生儿也存在低血糖，黄疸，高血红细胞（红血球增多），低血钙，低血镁高的风险。此外还有研究表明，妊娠期糖尿病孕妇的后代发生先天畸形的概率较高。一项大型对照研究发现，妊娠期糖尿病与出生缺陷有关，并且这往往与孕妇的较高体重指数（≥25 kg/m²）相关。

## GDM的分级
妊娠期糖尿病分为以下2级：
妊娠糖尿病有两种亚型：
- A1级：异常口服葡萄糖耐量试验（OGTT），在空腹和餐后两小时的血糖水平正常；通过饮食调节即可有效控制血糖水平。
- A2级：异常口服葡萄糖耐量试验（OGTT），在空腹和/或饭后的血糖水平异常；需要额外的胰岛素或药物治疗。

## 风险因素
常见的导致妊娠期糖尿病的因素有：
- 多囊卵巢综合症
- 糖尿病家族史
- 孕妇年龄 – 年龄增大会增加孕妇的风险因素（尤其是35岁以上的妇女）
- 超重，肥胖或重度肥胖（分别增加2.1，3.6和8.6的风险[10]
- 遗传因素：至少有10个基因多态性确定与妊娠期糖尿病风险相关，最显著的是TCF7L2[7]

此外，相关数据显示吸烟者的妊娠期糖尿病风险增加两倍。大约40-60%的妊娠期糖尿病妇女不存在明显的风险因素，因此大多数提倡对所有孕妇进行妊娠期糖尿病的筛查。

## 病理生理学
目前有關妊娠糖尿病的機轉仍未完全闡明，但疾病發生時最明顯的特徵為胰島素耐受性上升。妊娠期間產生的激素和其他因子可能會與胰島素受體相接，干擾胞內傳訊，進而影響胰島素的作用.。由於胰島素可以促進細胞吸收體液中的葡萄糖，因此一旦胰島素耐受性產生，細胞外的葡萄糖濃度就會上升，進而造成血糖升高。為了代償此一變化，身體必須製造更多的胰島素；妊娠糖尿病婦女體內的胰島素較相同孕期的婦女高出1.5至2.5倍。

## 筛查
血糖检测已普及到很多孕期筛查和诊断测试中，一般安排在孕24周-28周进行。
| 非负荷性血糖测试 - 空腹血糖测试 - 餐后两小时血糖测试 - 随机血糖测试 |
| 负荷性葡萄糖测试筛查                                                |
| 口服葡萄糖耐量试验 (OGTT)                                           |

## 管理
管理的目标是降低妊娠期糖尿病母亲和孩子的健康风险。科学证据表明，孕期的血糖控制能减轻严重的胎儿并发症（如巨大儿），提高母亲的生活品質。生活方式和日常饮食对于良好的妊娠结果非常重要。 大多数孕妇可以通过饮食和运动来管理她们的妊娠期糖尿病。同时，对血糖水平的自我监测也可指导治疗。有些孕妇可能需要降糖药物，最常用的是胰岛素疗法。

### 自我检测
高血糖水平会增加胎儿先天畸形及多种并发症发生的风险，所以孕期监测血糖水平至关重要。通过使用手持毛细管血糖剂量系统可以实现自我监测。这种血糖系统的依从性较低。
妊娠期血糖控制标准如下：
| 时间             | 血糖（mmol/L） | 血糖（mg/dl） |
| ---------------- | -------------- | ------------- |
| 空腹及餐前30分钟 | 3.3-5.3        | 60-95         |
| 餐后2小时及夜间  | 4.4-6.7        | 80-120        |

注意：餐后2小时是指由进食第一口饭开始计算时间

### 饮食调节
妊娠期糖尿病妇女有特殊的膳食需要，医学营养治疗（MNT）是治疗妊娠期糖尿病的重要方法，绝大多数患者可以通过合理的饮食调节，将血糖控制在正常范围。MNT主要包括：控制碳水化合物的摄入，减少脂肪摄入，增加纤维素的摄入，适当补充维生素，这样既能保证为胎儿的生长发育提供必要的营养，又可控制孕妇的血糖和体重增长在合理范围。孕期的任何饮食均需要提供足够的热量，除了简单的碳水化合物外通常需要2000-2500千卡。饮食调整的主要目的是避免达到血糖峰值，低G.I. (血糖指数)饮食则是通过控制全天的餐点作为缓慢释放的能量来源。由于早晨出现胰岛素抵抗水平最高，因此更需要限制早餐中的碳水化合物。摄入富含纤维的全谷类，或水果和蔬菜也可降低妊娠期糖尿病的风险。根据 DOHaD理论，妊娠期糖尿病妇女的代谢异常，若存在高血糖和营养摄入不合理，则胎儿会适应这种代谢异常和营养不良，并且这种适应的效应是永久性的，会导致在成人期发生糖尿病，因此妊娠期糖尿病患者的营养膳食非常重要。营养饮食疗法需要遵循以下原则：
- 控制总能量，建立合理的饮食结构
- 均衡营养，合理控制碳水化合物、蛋白质和脂肪的比例
- 少量多餐，强调睡前加餐，有利于控制血糖和预防夜间低血糖
- 高纤维饮食，有利于控制血糖，减少或改善便秘
- 饮食清淡，低脂少油，少盐，禁止精制糖的摄入
- 合理控制孕妇、胎儿体重增长

饮食管理成功的标志就是血糖控制在正常范围。如果血糖值不正常，应及时请教医生。

### 规律适量的运动
妊娠期糖尿病妇女适量运动可增加胰岛素的敏感性，使血糖水平趋于正常。运动量需要根据每名孕妇孕前的活动情况、是否有其他健康问题而定，一般包括步行、慢跑等有氧运动。如果运动期间血糖＜3.3mmol/L或血糖＞13.9mmol/L，或常出现低血糖症状，或不正常气促、头晕眼花、肌无力等则要停止运动疗法。同时需要注意的是，双胎妊娠、胎儿发育迟缓、妊娠期高血压疾病及1型糖尿病孕妇则不适宜采用运动疗法。

### 药物治疗
如果监测结果显示一般性措施未能控制血糖水平，或存在胎儿生长过度的并发症情况，那么有必要采用胰岛素疗法。最常见的治疗方案是采用餐前胰岛素治疗来减弱饭后的血糖升高峰值。需要注意避免过度注射胰岛素导致的低血糖水平（低血糖）。
此外，某些口服血糖剂在孕期是安全的，比控制不佳的糖尿病对胎儿发育产生的危害更小。已证明一种新改进的磺酰脲类药物优降糖是胰岛素疗法的有效替代物。同时，采用口服二甲双胍已显示出可喜的成果。多囊卵巢综合征患者在孕期服用二甲双胍能减轻妊娠期糖尿病症状。最近的一些随机对照试验表明，相比于胰岛素注射，妇女更倾向于选择二甲双胍片剂，并且二甲双胍具有胰岛素同样的安全性和有效性。目前还没有关于经药物治疗的母亲对其后代长期影响的研究，尽管有对患有多囊卵巢综合征并采用二甲双胍治疗的妇女随访其婴儿18个月的结果显示没有发育异常。但仍存在来自二甲双胍治疗并发症的长期风险。

## 產后
通常在婴儿出生时妊娠期糖尿病即解决，但患有妊娠期糖尿病的女性在未来患上糖尿病的风险也增加。那些需要通过胰岛素治疗来管理妊娠期糖尿病的女性在未来五年内有50%的概率发展成为糖尿病，且在前五年出现的风险最高，此后将进入稳定期。一项随访研究结果显示，其中近半数人在6年后发展为糖尿病，且在28年后患有糖尿病的人已超过70%。
同时，DOHaD理论也强调了成人期的健康状况及疾病的发生与其生命早期所处的环境密不可分。研究表明，孕期血糖是否得到良好控制与其后代远期并发症也密切相关。患有妊娠期糖尿病妇女的后代在儿童期和成人期具有肥胖风险，且他们今后患有葡萄糖耐性不良和2型糖尿病的风险增加。